# Élections européennes de 2009
Les élections européennes de 2009 se sont déroulées du 4 au 7 juin, dans les 27 États membres de l'Union européenne. Elles ont permis l'élection des 736 députés du Parlement européen qui se réunit en juillet 2009 (législature 2009-2014), et ont été caractérisées par une victoire des partis de droite, qui conservent leur majorité relative, une montée notable de l'extrême droite et une représentation non négligeable des partis écologistes.
Cette majorité relative conservée à droite a conduit à un nouveau mandat de la Commission Barroso (appelée Commission Barroso II), le 16 septembre 2009.

## Caractéristiques

### Généralités

Circonscriptions électorales européennes en 2009 (sans tenir compte des frontières nationales).

Les élections de 2009 sont les septièmes élections européennes au suffrage universel direct. Suivant les dispositions du traité de Nice, elles ont permis l'élection de 736 députés européens, représentant plus de 500 millions d'habitants et environ 388 millions d'électeurs dans les 27 États membres de l'Union. Il s'agit des plus grandes élections transnationales jamais organisées.
Les députés européens sont élus pour une législature de 5 ans.
Le nombre de députés européens doit passer, provisoirement, de 785 à 736, conformément aux dispositions du traité de Nice (celui en vigueur), conduisant la plupart des États membres, sauf 5 d'entre eux, à perdre au moins un représentant. Mais le Conseil de l'Union a déjà disposé que le nombre repasserait, provisoirement, à 754 si le traité de Lisbonne était ratifié pendant la législature, de façon à ne faire perdre aucun député aux États concernés. Ce dernier traité fixe à 750 (sans compter le président du Parlement) le nombre de députés européens, le chiffre définitif, quel que soit le nombre d'États adhérents.
La Bulgarie et la Roumanie y participent pour la première fois en même temps que les autres États membres. Après avoir rejoint l'Union européenne en 2007, elles avaient organisé des élections européennes en dehors du calendrier normal.
Des pays comme l'Irlande et les Pays-Bas ont renoncé à utiliser des ordinateurs de vote, notamment de marque Nedap, pour ces élections de l'année 2009. En Allemagne, ces machines à voter sont considérées comme anticonstitutionnelles.

### Calendrier
Les élections s'étendent dans toute l'Union européenne du 4 au 7 juin 2009, mais tous les États membres n'organisent pas la totalité du vote pendant cette période, et les premiers à voter furent les membres de l'armée danoise déployés en Afghanistan le 1er juin 2009.
Les bureaux de vote sont ouverts à des jours différents selon la tradition de chaque pays. Les trois quarts des opérations de vote se sont tenues néanmoins le 7 juin.
- jeudi 4 juin : Pays-Bas, Royaume-Uni ;
- vendredi 5 juin : Irlande, République tchèque (1er jour) ;
- samedi 6 juin : Chypre, France (outre-mer, en partie), Italie (1er jour[6]), Lettonie, Malte, République tchèque (2e jour), Slovaquie ;
- dimanche 7 juin : Allemagne, Autriche, Belgique, Bulgarie, Danemark, Espagne, Estonie, Finlande, France, Grèce, Hongrie, Italie (2e jour), Lituanie, Luxembourg, Pologne, Portugal, Roumanie, Suède, Slovénie.

Huit pays organisent d'autres élections en même temps que les élections européennes : une élection générale au Luxembourg, des élections locales en Angleterre, en Irlande, en Italie (partielles) et à Malte, des élections régionales en Belgique et un référendum sur la modification de la succession royale au Danemark.
Les résultats des vingt-sept États membres ne sont communiqués que le soir du dimanche 7 juin, après 22 heures, heure d'Europe centrale.

### Répartition des sièges
Lors de la précédente élection, en juin 2004, la répartition des députés entre États membres résultait du traité de Nice, pour un total de 732 sièges. L'admission de la Bulgarie et de la Roumanie en 2007 a fait croître ce nombre à 785 sièges ; selon les termes du traité de Nice, la répartition en sièges a de nouveau été modifiée pour l'élection de 2009 afin de revenir à 736.
Le traité de Lisbonne n'a pas été ratifié comme prévu par tous les États membres de l'Union. Selon ses termes, la répartition des sièges est fixée à 750 parlementaires, sans compter le président du Parlement. Ratifié après cette élection, la taille du Parlement passera à 754 membres, de façon transitoire dès le 1er décembre 2009, avant de revenir à 751 en juillet 2014. Il en résultera 18 députés qualifiés de « fantômes » qui auront le statut d'observateurs en attendant l'entrée en vigueur d'une adaptation légale au traité de Lisbonne, lui-même entré en vigueur le 1er décembre 2009.
Le tableau suivant récapitule le nombre de sièges de chaque État en 2007 et 2009, c'est-à-dire avant et après l'élection. Sont élus lors de l'élection de 2009 des députés-observateurs sans droit de vote en attendant la ratification du traité de Lisbonne.
| État               | 2007 | 2009 | Évolution | Lisbonne | Observ.  |
| ------------------ | ---- | ---- | --------- | -------- | -------- |
| Allemagne          | 99   | 99   | 0         | 96       | -3       |
| Autriche           | 18   | 17   | -1        | 19       | +2       |
| Belgique           | 24   | 22   | -2        | 22       | 0        |
| Bulgarie           | 18   | 17   | -1        | 18       | +1       |
| Chypre             | 6    | 6    | 0         | 6        | 0        |
| Danemark           | 14   | 13   | -1        | 13       | 0        |
| Espagne            | 54   | 50   | -4        | 54       | +4       |
| Estonie            | 6    | 6    | 0         | 6        | 0        |
| Finlande           | 14   | 13   | -1        | 13       | 0        |
| France             | 78   | 72   | -6        | 74       | +2       |
| Grèce              | 24   | 22   | -2        | 22       | 0        |
| Hongrie            | 24   | 22   | -2        | 22       | 0        |
| Irlande            | 13   | 12   | -1        | 12       | 0        |
| Italie             | 78   | 72   | -6        | 73       | +1       |
| Lettonie           | 9    | 8    | -1        | 9        | +1       |
| Lituanie           | 13   | 12   | -1        | 12       | 0        |
| Luxembourg         | 6    | 6    | 0         | 6        | 0        |
| Malte              | 5    | 5    | 0         | 6        | +1       |
| Pays-Bas           | 27   | 25   | -2        | 26       | +1       |
| Pologne            | 54   | 50   | -4        | 51       | +1       |
| Portugal           | 24   | 22   | -2        | 22       | 0        |
| République tchèque | 24   | 22   | -2        | 22       | 0        |
| Roumanie           | 35   | 33   | -2        | 33       | 0        |
| Royaume-Uni        | 78   | 72   | -6        | 73       | +1       |
| Slovaquie          | 14   | 13   | -1        | 13       | 0        |
| Slovénie           | 7    | 7    | 0         | 8        | +1       |
| Suède              | 19   | 18   | -1        | 20       | +2       |
| Total              | 785  | 736  | -49       | 751      | +18 / -3 |

## Abstention

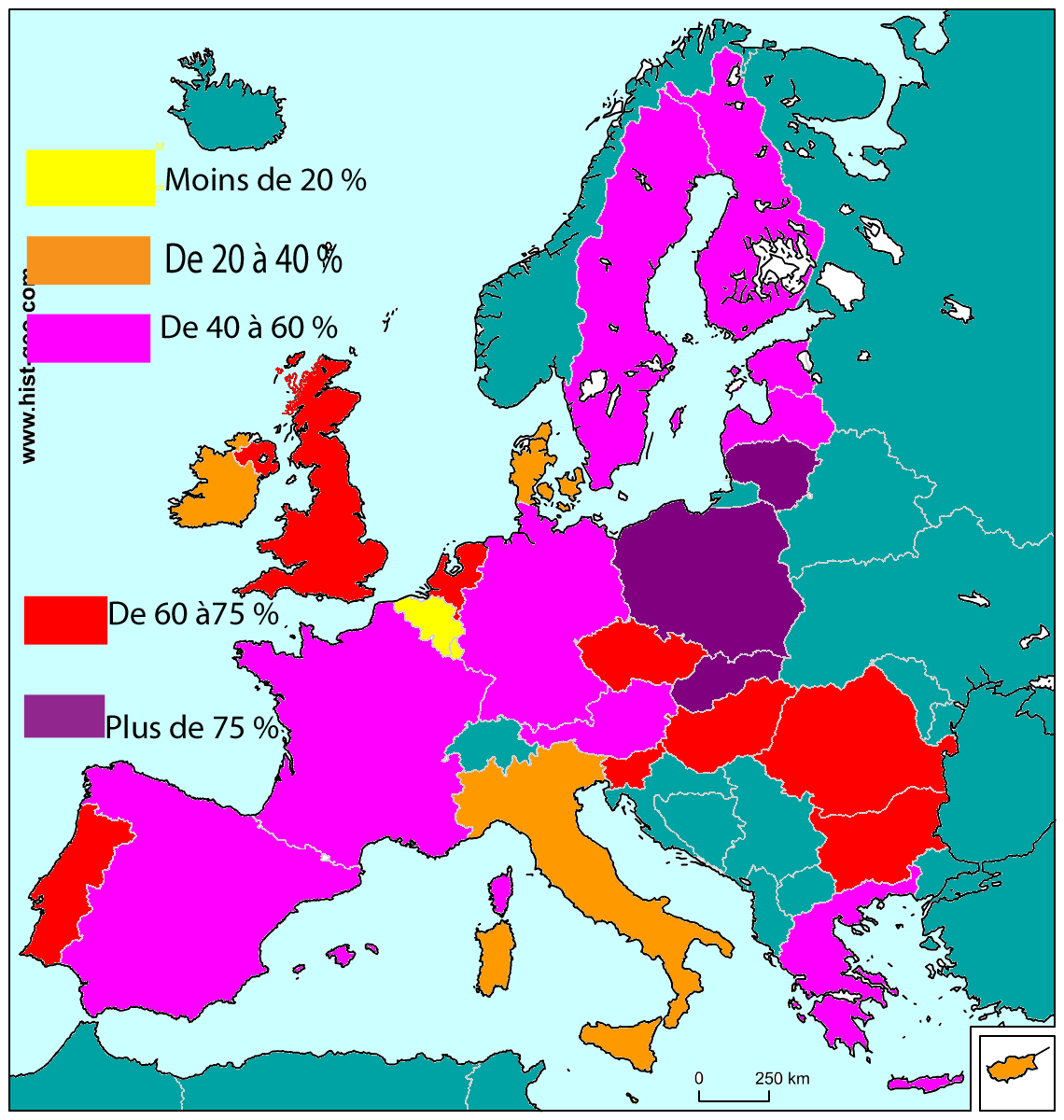
Carte de l'abstention aux élections européennes de juin 2009.

Le taux d'abstention pour ces élections est de 56,5 %. Le vote est le moins important dans les pays de l'Est : l'abstention grimpe jusqu'à 80,4 % en Slovaquie. Cela s'explique par leur vision de l'Union européenne : selon Europe centrale, la mélancolie du réel, de Patrick Michel, l'UE est vue par les nouveaux États membres « davantage comme un espace économique de prospérité que comme un projet politique », du fait que, pour eux, « beaucoup plus que la construction européenne, la puissance nord-américaine est en fait le seul garant crédible de leur sécurité ». Signalons aussi le fort taux d'abstention au Royaume-Uni, qui est assez « euro-sceptique ». En effet, d'après Histoire du continent européen, de Jean-Michel Gaillard et Anthony Rowley, le Royaume-Uni veut que l'UE soit « une zone de libre-échange, sans politiques communes, une Europe des nations, méfiante à l'égard de tout fédéralisme et de toute tendance supranationale, et enfin une Europe qui lui réserve un traitement spécifique ». À l'inverse, le taux d'abstention est très faible au Luxembourg (9 %) et en Belgique (9,1 %), où le vote est un devoir. Parmi les autres pays signataires du Traité de Rome, l'abstention s'élève en Italie à 33,5 %, en Allemagne à 56,7 %, en France à 59,5 % et aux Pays-Bas à 63,5 %.

## Résultats
| GroupePays                                 | PPE                                    | S&D                                   | ADLE                               | Verts-ALE                                 | ECR              | GUE/NGL                        | ELD               | Non-inscrits                                       | Députés [Lisbonne] | Partici- pation |
| ------------------------------------------ | -------------------------------------- | ------------------------------------- | ---------------------------------- | ----------------------------------------- | ---------------- | ------------------------------ | ----------------- | -------------------------------------------------- | ------------------ | --------------- |
| Allemagne (détails)                        | 34 (-6) (CDU) 8 (-1) (CSU)             | 23 (=) (SPD)                          | 12 (+5) (FDP)                      | 14 (+1) (B90 / Die Grünen)                |                  | 8 (+1) (DL)                    |                   |                                                    | 99 [-3]            | 43,3 %          |
| Autriche (détails)                         | 6 (=) (ÖVP)                            | 4 (-3) (SPÖ)                          |                                    | 2 (=) (Grünen)                            |                  |                                |                   | 3 (+1) (HPM) 2 (+1) (FPÖ)                          | 17 [+2]            | 45,97 %         |
| Belgique (détails)                         | 3 (=) (CD&V) 1 (=) (CDH) 1 (=) (CSP)   | 3 (-1) (PS) 2 (-1) (SP.A)             | 3 (=) (Open VLD) 2 (-1) (MR)       | 2 (+1) (Ecolo) 1 (=) (Groen) 1 (=) (N-VA) | 1 (LDD)          |                                |                   | 2 (-1) (VB)                                        | 22                 | 91 %            |
| Bulgarie (détails)                         | 5 (=) (GERB) 1 (+1) (SDS-DSB)          | 4 (-2) (BSP)                          | 3 (=) (DPS) 2 (-2) (NDSV)          |                                           |                  |                                |                   | 2 (+1) (Ataka)                                     | 17 [+1]            | 37,49 %         |
| Chypre (détails)                           | 2 (=) (DISY)                           | 1 (+1) (EDEK) 1 (=) (DIKO)            |                                    |                                           |                  | 2 (=) (AKEL)                   |                   |                                                    | 6                  | 59,4 %          |
| Danemark (détails)                         | 1 (=) (C)                              | 4 (-1) (A)                            | 3 (=) (V)                          | 2 (+1) (SF)                               |                  | 1 (=) (N)                      | 2 (+1) (O)        |                                                    | 13                 | 62,5 %          |
| Espagne (détails)                          | 23 (-1) (PP)                           | 21 (-4) (PSOE)                        | 1 (EAJ-PNV) 1 (CDC)                | 1 (ICV) 1 (ERC)                           |                  | 1 (=) (IU)                     |                   | 1 (UPyD)                                           | 50 [+4]            | 45,81 %         |
| Estonie (détails)                          | 1 (IRL)                                | 1 (SDE)                               | 2 (KE) 1 (ER)                      | 1 (Indrek Tarand)                         |                  |                                |                   |                                                    | 6                  | 43,2 %          |
| Finlande (détails)                         | 3 (Kok.) 1 (KD)                        | 2 (SDP)                               | 3 (Kesk.) 1 (SFP)                  | 2 (Vihr.)                                 |                  |                                | 1 (PS)            |                                                    | 13                 | 40,3 %          |
| France (détails)                           | 24 (+8) (UMP) 3 (+2) (NC) 2 (+2) (LGM) | 14 (-17) (PS)                         | 6 (-3) (MoDem)                     | 14 (+8) (EE)                              |                  | 4 (+2) (FG) 1 (=) (PCR)        | 1 (-2) (Libertas) | 3 (-4) (FN)                                        | 72                 | 40,65 %         |
| Grèce (détails)                            | 8 (-3) (ND)                            | 8 (+3) (PASOK)                        |                                    | 1 (+1) (OP)                               |                  | 2 (-1) (KKE) 1 (=) (SYRIZA)    | 2 (+1) (LA.O.S.)  |                                                    | 22                 | 60 %            |
| Hongrie (détails)                          | 14 (+1) (FiDeSz)                       | 4 (-5) (MSzP)                         | 0 (-2) (SZDSZ)                     |                                           | 1 (=) (MDF)      |                                |                   | 3 (+3) (Jobbik)                                    | 22                 | 36,28 %         |
| Irlande (détails)                          | 4 (-1) (FG)                            | 3 (+2) (Lab.)                         | 3 (-1) (FF) 1 (=) (Harkin)         |                                           |                  | 1 (+1) (SP) 0 (-1) (SF)        |                   |                                                    | 12                 | n-c %           |
| Italie (détails)                           | 29 (+11) (PdL) 5 (=) (UdC) 1 (=) (SVP) | 21 (+21) (Pd) (détails) 0 (-2) (NPSI) | 7 (+5) (IdV) 0 (-2) (liste Bonino) | 0 (-2) (V)                                |                  | 0 (-7) (Liste anticapitaliste) | 9 (LN)            | 0 (-1) Flamme tricolore 0 (-1) Alternative sociale | 72 [+1]            | 66,5 %          |
| Lettonie (détails)                         | 1 (-2) (JL) 2 (PS)                     | 1 (+1) (SC)                           | 1 (LPP/LC)                         | 1 (PCTVL)                                 | 1 (-1) (TB/LNKK) | 1 (+1) (SC)                    |                   |                                                    | 8 [+1]             | 52,94 %         |
| Lituanie (détails)                         | 4 (+2) (TS)                            | 3 (+1) (LSDP)                         | 1 (LRLS) 1 (DP)                    |                                           | 1 (LLRA)         |                                |                   | 2 (TT)                                             | 12                 | 20,54 %         |
| Luxembourg (détails)                       | 3 (CSV)                                | 1 (POSL)                              | 1 (DP)                             | 1 (Déi Gréng)                             |                  |                                |                   |                                                    | 6                  | 91 %            |
| Malte (détails)                            | 2 (=) (PN)                             | 3 (=) +1 obs. (PL)                    |                                    |                                           |                  |                                |                   |                                                    | 5 [+1]             | 78,81 %         |
| Pays-Bas (détails)                         | 5 (-2) (CDA)                           | 3 (-4) (PvdA)                         | 3 (-1) (VVD) 3 (+2) (D66)          | 3 (+1) (GL)                               | 1 (CU)           | 2 (=) (SP)                     | 1 (SGP)           | 4 (+4) (PVV)                                       | 25 [+1]            | 36,5 %          |
| Pologne (détails)                          | 25 (PO) 3 (PSL)                        | 7 (SLD)                               |                                    |                                           | 15 (PiS)         |                                |                   |                                                    | 50 [+1]            | 28,4 %          |
| Portugal (détails)                         | 8 (PSD) 2 (CDS-PP)                     | 7 (PS)                                |                                    |                                           |                  | 2 (=) (CDU) 3 (+2) (BE)        |                   |                                                    | 22                 | 36,48 %         |
| Tchéquie (détails)                         | 2 (-12) (KDU-ČSL)                      | 7 (+5) (ČSSD)                         |                                    |                                           | 9 (+8) (ODS)     | 4 (-2) (KSČM)                  |                   |                                                    | 22                 | 25 %            |
| Roumanie (détails)                         | 10 (PD-L) 3 (UDMR) 1 (E. Băsescu)      | 11 (alliance PSD-PC)                  | 5 (-1) (PNL)                       |                                           |                  |                                |                   | 3 (PRM)                                            | 33                 | 27,21 %         |
| Royaume-Uni (détails), y compris Gibraltar |                                        | 13 (Lab)                              | 11 (Lib Dem)                       | 2 (GPEW) 2 (SNP) 1 (Plaid Cymru)          | 25 (Con) 1 (UUP) | 1 (SF)                         | 13 (UKIP)         | 2 (BNP) 1 (DUP)                                    | 72 [+1]            | 40,64 %         |
| Slovaquie (détails)                        | 2 (SDKÚ) 2 (SMK) 2 (KDH)               | 5 (+2) (Smer)                         | 1 (-2) (ĽS - HZD)                  |                                           |                  |                                | 1 (+1) (SNS)      |                                                    | 13                 | 19,64 %         |
| Slovénie (détails)                         | 2 (+1) (SDS) 1 (=) (NSi)               | 2 (+1) (ZLSD)                         | 1 (-2) (LDS) 1 (+1) (Zares)        |                                           |                  |                                |                   |                                                    | 7 [+1]             | 27,37 %         |
| Suède (détails)                            | 4 (M) 1 (KD)                           | 5 (S)                                 | 3 (FP) 1 (C)                       | 2 (MP) 1 (PP)                             |                  | 1 (-1) (V)                     |                   |                                                    | 18 [+2]            | 45,53 %         |
| Total                                      | 265 (+21)                              | 184 (-35)                             | 84 (-4)                            | 55 (+12)                                  | 55               | 35 (-6)                        | 32                | 26 (-3)                                            | 736 [+15]          | 43,55 %         |

N.B. Les variations de la ligne « Total » sont calculées à partir d'un nombre de députés sortants ajusté (nombre total inchangé).

Groupes parlementaires par pays

## Répartitions (par groupe, pays et parti)
| Pays                                                                      | Parti                                                                 | Députés | Affiliation européenne | Affiliation internationale |
| ------------------------------------------------------------------------- | --------------------------------------------------------------------- | ------- | ---------------------- | -------------------------- |
| Gauche unitaire européenne/Gauche verte nordique                          |                                                                       |         |                        |                            |
| Allemagne                                                                 | Die Linke (DL)                                                        | 8       | PGE                    | sans                       |
| Chypre                                                                    | Parti progressiste des travailleurs (AKEL)                            | 2       | PGE observateur        | CIPCO                      |
| Espagne                                                                   | Gauche unie (IU)                                                      | 1       | PGE                    | CIPCO                      |
| France                                                                    | Front de gauche - Parti communiste français (PCF)                     | 2       | PGE                    | CIPCO                      |
| France                                                                    | Front de gauche - Parti de gauche (PG)                                | 1       | sans                   | sans                       |
| France                                                                    | Front de gauche - Indépendante (Marie-Christine Vergiat)              | 1       | sans                   | sans                       |
| France                                                                    | Alliance des Outre-mers - Parti communiste réunionnais (PCR)          | 1       | sans                   | sans                       |
| Grèce                                                                     | Parti communiste de Grèce (KKE)                                       | 2       | sans                   | CIPCO                      |
| Grèce                                                                     | SYRIZA                                                                | 1       | PGE/GACE               | sans                       |
| Irlande                                                                   | Parti socialiste (SP)                                                 | 1       | GACE                   | CIO                        |
| Royaume-Uni                                                               | Sinn Féin (SF)                                                        | 1       | sans                   | sans                       |
| Lettonie                                                                  | Centre de l'harmonie - Parti socialiste de Lettonie                   | 1       | sans                   | CIPCO                      |
| Pays-Bas                                                                  | Parti socialiste (SP)                                                 | 2       | sans                   | sans                       |
| Portugal                                                                  | Parti communiste portugais (PCP)                                      | 2       | sans                   | CIPCO                      |
| Portugal                                                                  | Bloc de gauche (BE)                                                   | 3       | PGE/GACE               | sans                       |
| Tchéquie                                                                  | Parti communiste de Bohême et Moravie (KSCM)                          | 4       | PGE observateur        | CIPCO                      |
| Suède                                                                     | Parti de gauche (V)                                                   | 1       | GVN                    | sans                       |
| Danemark                                                                  | Mouvement populaire contre l'Union européenne (N)                     | 1       | TEAM                   | sans                       |
| TOTAL                                                                     | TOTAL                                                                 | 35      | 35                     | 35                         |
| Groupe des Verts/Alliance libre européenne                                |                                                                       |         |                        |                            |
| Allemagne                                                                 | Alliance 90 / Les Verts                                               | 14      | PVE                    | VM                         |
| Autriche                                                                  | Les Verts - L'Alternative verte                                       | 2       | PVE                    | VM                         |
| Belgique                                                                  | Ecolo                                                                 | 2       | PVE                    | VM                         |
| Belgique                                                                  | Groen                                                                 | 1       | PVE                    | VM                         |
| Belgique                                                                  | Nieuw-Vlaamse Alliantie (N-VA)                                        | 1       | ALE                    | sans                       |
| Danemark                                                                  | Parti populaire socialiste (SF)                                       | 2       | GVN/ PVE observateur   | VM                         |
| Espagne                                                                   | Europe des Peuples - les Verts                                        | 1       | ALE/PVE                | sans                       |
| Espagne                                                                   | Initiative pour la Catalogne Verts (ICV)                              | 1       | PVE                    | sans                       |
| Estonie                                                                   | Indépendante (Indrek Tarand)                                          | 1       | sans                   | sans                       |
| Finlande                                                                  | Ligue verte (Vihr.)                                                   | 2       | PVE                    | VM                         |
| France                                                                    | Europe Écologie - Les Verts                                           | 7       | PVE                    | VM                         |
| France                                                                    | Europe Écologie - Parti de la nation corse (PNC)                      | 1       | ALE                    | sans                       |
| France                                                                    | Europe Écologie - Indépendants                                        | 6       | sans                   | sans                       |
| Grèce                                                                     | Verts écologistes (OP)                                                | 1       | PVE                    | VM                         |
| Lettonie                                                                  | Pour les droits de l'homme dans une Lettonie unie (PCTVL)             | 1       | ALE                    | sans                       |
| Luxembourg                                                                | Déi Gréng                                                             | 1       | PVE                    | VM                         |
| Pays-Bas                                                                  | GroenLinks (GL)                                                       | 3       | PVE                    | VM                         |
| Royaume-Uni                                                               | Parti national écossais (SNP)                                         | 2       | ALE                    | sans                       |
| Royaume-Uni                                                               | Parti vert de l'Angleterre et du pays de Galles                       | 2       | PVE/TEAM               | VM                         |
| Royaume-Uni                                                               | Plaid Cymru (PC)                                                      | 1       | ALE                    | sans                       |
| Suède                                                                     | Parti de l'environnement Les Verts (MP)                               | 2       | PVE/TEAM               | VM                         |
| Suède                                                                     | Parti pirate                                                          | 1       | sans                   | PPI                        |
| TOTAL                                                                     | TOTAL                                                                 | 55      | 55                     | 55                         |
| Alliance progressiste des socialistes et démocrates au Parlement européen |                                                                       |         |                        |                            |
| Allemagne                                                                 | Parti social-démocrate d'Allemagne (SPD)                              | 23      | PSE                    | IS                         |
| Autriche                                                                  | Parti social-démocrate d'Autriche (SPÖ)                               | 4       | PSE                    | IS                         |
| Belgique                                                                  | Socialistische Partij Anders (Spa)                                    | 2       | PSE                    | IS                         |
| Belgique                                                                  | Parti socialiste (PS)                                                 | 3       | PSE                    | IS                         |
| Bulgarie                                                                  | Parti socialiste bulgare (BSP)                                        | 4       | PSE                    | IS                         |
| Chypre                                                                    | Mouvement pour la démocratie sociale (EDEK)                           | 1       | PSE                    | IS                         |
| Chypre                                                                    | Parti démocrate (DIKO)                                                | 1       | sans                   | sans                       |
| Tchéquie                                                                  | Parti social-démocrate tchèque (ČSSD)                                 | 7       | PSE                    | IS                         |
| Danemark                                                                  | Sociaux-démocrates (SD)                                               | 4       | PSE                    | IS                         |
| Estonie                                                                   | Parti social-démocrate (SDE)                                          | 1       | PSE                    | IS                         |
| Finlande                                                                  | Parti social-démocrate de Finlande (SDP)                              | 2       | PSE                    | IS                         |
| France                                                                    | Parti socialiste (PS)                                                 | 14      | PSE                    | IS                         |
| Grèce                                                                     | Mouvement socialiste panhellénique                                    | 8       | PSE                    | IS                         |
| Hongrie                                                                   | Parti socialiste hongrois - (MSzP)                                    | 4       | PSE                    | IS                         |
| Irlande                                                                   | Parti travailliste (Lab.)                                             | 3       | PSE                    | IS                         |
| Italie                                                                    | Parti démocrate (Pd)                                                  | 21      | sans                   | sans                       |
| Lettonie                                                                  | Centre de l'harmonie - Parti de l'harmonie nationale                  | 1       | sans                   | sans                       |
| Lituanie                                                                  | Parti social-démocrate lituanien (LSDP)                               | 3       | PSE                    | IS                         |
| Luxembourg                                                                | Parti ouvrier socialiste luxembourgeois (LSAP)                        | 1       | PSE                    | IS                         |
| Malte                                                                     | Parti travailliste (PL)                                               | 3       | PSE                    | IS                         |
| Pays-Bas                                                                  | Parti travailliste (PvdA)                                             | 3       | PSE                    | IS                         |
| Pologne                                                                   | Alliance de la gauche démocratique (SLD)                              | 13      | PSE                    | IS                         |
| Pologne                                                                   | Union du travail (UP)                                                 | 1       | PSE                    | IS                         |
| Portugal                                                                  | Parti socialiste (PS)                                                 | 7       | PSE                    | IS                         |
| Roumanie                                                                  | Parti social-démocrate (PSD)                                          | 10      | PSE                    | IS                         |
| Slovaquie                                                                 | SMER – social-démocratie (Smer)                                       | 5       | PSE                    | IS                         |
| Slovénie                                                                  | Sociaux-démocrates (SD)                                               | 2       | PSE                    | IS                         |
| Espagne                                                                   | Parti socialiste ouvrier espagnol (PSOE)                              | 17      | PSE                    | IS                         |
| Espagne                                                                   | Parti des socialistes de Catalogne (PSC)                              | 4       | PSE                    | IS                         |
| Suède                                                                     | Parti social-démocrate suédois des travailleurs (SAP)                 | 5       | PSE                    | IS                         |
| Royaume-Uni                                                               | Parti travailliste (Lab.)                                             | 13      | PSE                    | IS                         |
| TOTAL                                                                     | TOTAL                                                                 | 184     | 184                    | 184                        |
| Non-inscrits / Centre                                                     |                                                                       |         |                        |                            |
| Espagne                                                                   | Union, progrès et démocratie (UPyD)                                   | 1       | sans                   | sans                       |
| TOTAL                                                                     | TOTAL                                                                 | 1       | 1                      | 1                          |
| Alliance des démocrates et des libéraux pour l'Europe                     |                                                                       |         |                        |                            |
| Allemagne                                                                 | Parti libéral-démocrate (FDP)                                         | 7       | ELDR                   | IL                         |
| Belgique                                                                  | Open Vlaamse Liberalen en Democraten (VLD)                            | 3       | ELDR                   | IL                         |
| Belgique                                                                  | Mouvement réformateur (MR)                                            | 2       | ELDR                   | IL/AMD (MCC)               |
| Bulgarie                                                                  | Mouvement national pour la stabilité et le progrès (MNS)              | 2       | ELDR                   | IL                         |
| Bulgarie                                                                  | Mouvement pour les droits et les libertés (DPS)                       | 3       | ELDR                   | IL                         |
| Danemark                                                                  | Venstre                                                               | 3       | ELDR                   | IL                         |
| Espagne                                                                   | Convergence et Union (CiU)                                            | 1       | ELDR                   | IDC/AMD (UDC)              |
| Espagne                                                                   | Parti nationaliste basque (EAJ-PNV)                                   | 1       | PDE                    | AMD                        |
| Estonie                                                                   | Parti du Centre (K)                                                   | 2       | ELDR                   | sans                       |
| Estonie                                                                   | Parti de la Réforme (R)                                               | 1       | ELDR                   | IL                         |
| Finlande                                                                  | Parti du centre (SK)                                                  | 3       | ELDR                   | IL                         |
| Finlande                                                                  | Parti populaire suédois de Finlande (SFP)                             | 1       | ELDR                   | IL                         |
| France                                                                    | Mouvement démocrate (MoDem)                                           | 6       | PDE                    | AMD                        |
| Irlande                                                                   | Fianna Fáil (FF)                                                      | 3       | ELDR                   | sans                       |
| Irlande                                                                   | Indépendant (Marian Harkin)                                           | 1       | PDE                    | sans                       |
| Italie                                                                    | Italie des valeurs (IdV)                                              | 7       | ELDR                   | sans                       |
| Lettonie                                                                  | Voie lettonne (LC)                                                    | 1       | ELDR                   | IL                         |
| Lituanie                                                                  | Parti du travail (DP)                                                 | 1       | PDE                    | AMD                        |
| Lituanie                                                                  | Mouvement libéral de la République de Lituanie (LRLS)                 | 1       | ELDR                   | sans                       |
| Luxembourg                                                                | Parti démocratique (DP)                                               | 1       | ELDR                   | IL                         |
| Pays-Bas                                                                  | Parti populaire libéral et démocrate (VVD)                            | 3       | ELDR                   | IL                         |
| Pays-Bas                                                                  | Démocrates 66 (D66)                                                   | 3       | ELDR                   | IL                         |
| Roumanie                                                                  | Parti national libéral (PNL)                                          | 5       | ELDR                   | IL                         |
| Royaume-Uni                                                               | Démocrates libéraux (LibDem)                                          | 11      | ELDR                   | IL                         |
| Slovaquie                                                                 | Parti populaire – Mouvement pour une Slovaquie démocratique (ĽS-HZDS) | 1       | sans                   | sans                       |
| Slovénie                                                                  | Démocratie libérale slovène (LDS)                                     | 1       | ELDR                   | IL                         |
| Slovénie                                                                  | Réel - Les sociaux-libéraux                                           | 1       | ELDR                   | sans                       |
| Suède                                                                     | Parti du peuple - Les Libéraux (FPL)                                  | 3       | ELDR                   | IL                         |
| Suède                                                                     | Parti du centre (CP)                                                  | 1       | ELDR                   | IL observateur             |
| TOTAL                                                                     | TOTAL                                                                 | 84      | 84                     | 84                         |
| Groupe du Parti populaire européen                                        |                                                                       |         |                        |                            |
| Allemagne                                                                 | Union chrétienne-démocrate d'Allemagne (CDU)                          | 34      | PPE                    | UDI/IDC                    |
| Allemagne                                                                 | Union chrétienne-sociale en Bavière (CSU)                             | 8       | PPE                    | UDI                        |
| Autriche                                                                  | Parti populaire autrichien (ÖVP)                                      | 6       | PPE                    | UDI                        |
| Belgique                                                                  | Christen-Democratisch en Vlaams (CD&V)                                | 3       | PPE                    | IDC                        |
| Belgique                                                                  | Christlich Soziale Partei (CSP)                                       | 1       | PPE                    | sans                       |
| Belgique                                                                  | Centre démocrate humaniste (cdH)                                      | 1       | PPE                    | IDC                        |
| Bulgarie                                                                  | Citoyens pour le développement européen de la Bulgarie (GERB)         | 5       | PPE                    | sans                       |
| Bulgarie                                                                  | Coalition bleue (SK)                                                  | 1       | PPE/MER(SDS)           | IDC                        |
| Chypre                                                                    | Rassemblement démocrate (DISY)                                        | 2       | PPE                    | UDI/IDC                    |
| Danemark                                                                  | Parti populaire conservateur (KF)                                     | 1       | PPE                    | UDI                        |
| Espagne                                                                   | Parti populaire (PP)                                                  | 23      | PPE                    | UDI/IDC                    |
| Estonie                                                                   | Union de la patrie et Res Publica t (IRL)                             | 1       | PPE                    | UDI/IDC                    |
| Finlande                                                                  | Parti de la coalition nationale (Kok)                                 | 3       | PPE                    | UDI                        |
| Finlande                                                                  | Chrétiens-démocrates (KD)                                             | 1       | PPE                    | IDC                        |
| France                                                                    | Union pour un mouvement populaire (UMP)                               | 20      | PPE                    | UDI/IDC                    |
| France                                                                    | Nouveau Centre (NC)                                                   | 3       | sans                   | sans                       |
| France                                                                    | La Gauche moderne (LGM)                                               | 2       | sans                   | sans                       |
| France                                                                    | Parti radical (Rad.)                                                  | 4       | sans                   | sans                       |
| Grèce                                                                     | Nouvelle Démocratie (ND)                                              | 6       | PPE                    | UDI/IDC                    |
| Hongrie                                                                   | Fidesz                                                                | 14      | PPE                    | UDI/IDC                    |
| Hongrie                                                                   | Parti populaire démocrate-chrétien (KDNP)                             | [ 41 ]  | PPE                    | sans                       |
| Irlande                                                                   | Fine Gael (FG)                                                        | 4       | PPE                    | IDC                        |
| Italie                                                                    | Le Peuple de la liberté (PDL)                                         | 28      | PPE                    | UDI associé                |
| Italie                                                                    | Union de centre (UDC)                                                 | 5       | PPE                    | UDI associé/IDC            |
| Italie                                                                    | Südtiroler Volkspartei (SVP)                                          | 1       | PPE observateur/UFCE   | sans                       |
| Italie                                                                    | Union des démocrates pour l'Europe (UDEUR)                            | 1       | PPE                    | IDC                        |
| Lettonie                                                                  | Union civique (PS)                                                    | 2       | sans                   | sans                       |
| Lettonie                                                                  | Nouvelle Ère (JL)                                                     | 1       | PPE                    | sans                       |
| Lituanie                                                                  | Union patriotique - Chrétiens-démocrates lituaniens (TS)              | 4       | PPE                    | UDI observateur            |
| Malte                                                                     | Parti nationaliste (PN)                                               | 2       | PPE                    | UDI associé/IDC            |
| Luxembourg                                                                | Parti populaire chrétien-social (CSV)                                 | 3       | PPE                    | UDI associé/IDC            |
| Pays-Bas                                                                  | Appel chrétien-démocrate (CDA)                                        | 5       | PPE                    | IDC                        |
| Pologne                                                                   | Plate-forme civique (PO)                                              | 25      | PPE                    | sans                       |
| Pologne                                                                   | Parti paysan polonais (PSL)                                           | 3       | PPE                    | sans                       |
| Portugal                                                                  | Parti social-démocrate (PPD-PSD)                                      | 8       | PPE                    | IDC                        |
| Portugal                                                                  | CDS – Parti_populaire (CDS–PP)                                        | 2       | PPE                    | UDI                        |
| Tchéquie                                                                  | Union chrétienne démocrate - Parti populaire tchécoslovaque (KDU-ČSL) | 2       | PPE                    | sans                       |
| Roumanie                                                                  | Parti démocrate-libéral (PD-L)                                        | 10      | PPE                    | sans                       |
| Roumanie                                                                  | Union démocrate magyare de Roumanie (UDMR)                            | 2       | PPE/UFCE               | IDC observateur            |
| Roumanie                                                                  | Indépendant (Elena Băsescu)                                           | 1       | sans                   | sans                       |
| Roumanie                                                                  | Parti conservateur                                                    | 1       | sans                   | sans                       |
| Slovaquie                                                                 | Union démocrate et chrétienne slovaque - Parti démocrate (SDKÚ)       | 2       | PPE                    | IDC                        |
| Slovaquie                                                                 | Parti de la coalition hongroise - (SMK-MKP)                           | 2       | PPE/UFCE               | IDC observateur            |
| Slovaquie                                                                 | Mouvement chrétien-démocrate (KDH)                                    | 2       | PPE                    | IDC observateur            |
| Slovénie                                                                  | Parti démocratique slovène (SDS)                                      | 2       | PPE                    | UDI/IDC                    |
| Slovénie                                                                  | Nouvelle Slovénie (N.Si)                                              | 1       | PPE                    | IDC                        |
| Suède                                                                     | Modérés (M)                                                           | 4       | PPE                    | UDI/IDC                    |
| Suède                                                                     | Chrétiens-démocrates(KD)                                              | 1       | PPE                    | IDC                        |
| TOTAL                                                                     | TOTAL                                                                 | 265     | 265                    | 265                        |
| Conservateurs et réformistes européens                                    |                                                                       |         |                        |                            |
| Belgique                                                                  | Liste Dedecker (LDD)                                                  | 1       | sans                   | sans                       |
| Hongrie                                                                   | Forum démocrate hongrois (MDF)                                        | 1       | PPE                    | IDC                        |
| Lettonie                                                                  | Pour la patrie et la liberté/LNKK (TB/LNNK)                           | 1       | AEN                    | sans                       |
| Lituanie                                                                  | Action électorale polonaise de Lituanie (LLRA-AWPL)                   | 1       | sans                   | sans                       |
| Pays-Bas                                                                  | Union chrétienne (CU)                                                 | 1       | sans                   | sans                       |
| Pologne                                                                   | Droit et justice (PiS)                                                | 15      | AEN                    | sans                       |
| Tchéquie                                                                  | Parti démocratique civique (ODS)                                      | 9       | DE/MER                 | UDI                        |
| Royaume-Uni                                                               | Parti conservateur                                                    | 25      | DE/MER                 | UDI                        |
| Royaume-Uni                                                               | Parti unioniste d'Ulster (UUP)                                        | 1       | DE                     | sans                       |
| TOTAL                                                                     | TOTAL                                                                 | 55      | 55                     | 55                         |
| Europe libertés démocratie                                                |                                                                       |         |                        |                            |
| Danemark                                                                  | Parti populaire danois (DF)                                           | 2       | AEN                    | sans                       |
| Grèce                                                                     | Alerte populaire orthodoxe (LA.O.S)                                   | 2       | sans                   | sans                       |
| France                                                                    | Mouvement pour la France (MPF)                                        | 1       | Libertas               | sans                       |
| Lituanie                                                                  | Ordre et justice (TS)                                                 | 2       | AEN                    | sans                       |
| Pays-Bas                                                                  | Parti politique réformé                                               | 1       | sans                   | sans                       |
| Royaume-Uni                                                               | Parti pour l'indépendance du Royaume-Uni (UKIP)                       | 13      | TEAM                   | sans                       |
| Finlande                                                                  | Vrais Finlandais (PS)                                                 | 1       | sans                   | sans                       |
| Italie                                                                    | Ligue du Nord (LN)                                                    | 9       | sans                   | sans                       |
| Slovaquie                                                                 | Parti national slovaque (SNS)                                         | 1       | AEN                    | sans                       |
| TOTAL                                                                     | TOTAL                                                                 | 32      | 32                     | 32                         |
| Non-inscrits / Souverainistes                                             |                                                                       |         |                        |                            |
| Autriche                                                                  | Liste Hans-Peter Martin (MARTIN)                                      | 3       | sans                   | sans                       |
| TOTAL                                                                     | TOTAL                                                                 | 3       | 3                      | 3                          |
| Non-inscrits / Extrême droite                                             |                                                                       |         |                        |                            |
| Autriche                                                                  | Parti de la liberté d'Autriche (FPÖ)                                  | 2       | sans                   | sans                       |
| Belgique                                                                  | Vlaams Belang (VB)                                                    | 2       | sans                   | sans                       |
| Bulgarie                                                                  | Union nationale Attaque,                                              | 2       | sans                   | sans                       |
| France                                                                    | Front national (FN)                                                   | 3       | AMNE                   | sans                       |
| Hongrie                                                                   | Jobbik                                                                | 3       | AMNE                   | sans                       |
| Royaume-Uni                                                               | Parti national britannique (BNP)                                      | 2       | AMNE                   | sans                       |
| Royaume-Uni                                                               | Parti unioniste démocrate (DUP)                                       | 1       | sans                   | sans                       |
| Pays-Bas                                                                  | Parti pour la liberté (PVV)                                           | 4       | sans                   | sans                       |
| Roumanie                                                                  | Parti de la Grande Roumanie (PRM)                                     | 3       | sans                   | sans                       |
| TOTAL                                                                     | TOTAL                                                                 | 22      | 22                     | 22                         |

## Élection du président de la commission européenne
| Candidat   | Candidat                  | Date              | Vote      | Vote      |
| ---------- | ------------------------- | ----------------- | --------- | --------- |
|            | José Manuel Barroso (PPE) | 16 septembre 2009 | Pour      | 382 / 736 |
| Contre     | José Manuel Barroso (PPE) | 16 septembre 2009 | 219 / 736 |           |
| Abstention | José Manuel Barroso (PPE) | 16 septembre 2009 | 117 / 736 |           |
| Nuls       | José Manuel Barroso (PPE) | 16 septembre 2009 | 0 / 736   |           |
|            |                           | 16 septembre 2009 |           |           |
| Exprimés   | José Manuel Barroso (PPE) | 16 septembre 2009 | 718 / 736 |           |

## Compléments